# Palapag
Palapag is een gemeente in de Filipijnse provincie Northern Samar op het eiland Samar. Bij de laatste census in 2007 had de gemeente ruim 31 duizend inwoners.

## Geografie

### Bestuurlijke indeling
Palapag is onderverdeeld in de volgende 32 barangays:
| - Asum - Bagacay - Bangon - Benigno S. Aquino, Jr. - Binay - Cabariwan - Cabatuan - Campedico - Capacujan - Jangtud - Laniwan | - Mabaras - Magsaysay - Manajao - Mapno - Maragano - Matambag - Monbon - Nagbobtac - Napo - Natawo - Nipa | - Osmeña - Pangpang - Paysud - Sangay - Simora - Sinalaran - Sumoroy - Talolora - Tambangan - Tinampo |

## Demografie
Palapag had bij de census van 2007 een inwoneraantal van 31.398 mensen. Dit zijn 878 mensen (2,9%) meer dan bij de vorige census van 2000. De gemiddelde jaarlijkse groei komt daarmee uit op 0,39%, hetgeen lager is dan het landelijk jaarlijks gemiddelde over deze periode (2,04%). Vergeleken met de census van 1995 is het aantal mensen met 6.451 (25,9%) toegenomen.

De bevolkingsdichtheid van Palapag was ten tijde van de laatste census, met 31.398 inwoners op 179,6 km², 174,8 mensen per km².